# ジュニアゾイド
ジュニアゾイド（Jr-ZOIDS）とは、トミー（タカラトミー）で発売されたゾイドシリーズの玩具の総称。

## 特徴
大型電動駆動モデルゾイドの動力部を廃止し、サイズを半分以下に小型化した玩具で昭和第一期ゾイドシリーズ展開時（1987~1989年）に販売された。
電動ギミックを持たない可動トイであり、手足にはクリック関節が組み込まれており、回転させると「カチ、カチ」と音がし、パッケージの裏にもそのセールスポイント説明が書かれている。
サイズが小さくなり、電動キットには無いギミックもある他、一部パーツにダイキャストも使用している。完成品ではあるが、箱から出してある程度パーツを組む必要もある。
ゴジュラスとアイアンコングには、腹部が展開し、そこに付属のスプリング内蔵ミサイルランチャーを載せて発射するオリジナルには無い本製品のみのギミックがある。

## ラインナップ
全5種類が発売。
| ジュニアゾイド一覧 | ジュニアゾイド一覧         | ジュニアゾイド一覧 |
| No                 | 商品名                     | 備考 |
| ------------------ | -------------------------- | --- |
| JZ-01              | アイアンコング             | ハンマーロックサイズで発売。バトルストーリーで見せた二本脚直立も出来るが、基本的に手脚は回転可動のみなので、あまりポーズは採れない。ゴジュラスは元キットと同じ腹部展開だが、こちらはハンマーロック方式で腹部が開き、内部に付属のボール（ゾイドコア）を収納。                                                                          |
| JZ-02              | ゴジュラス                 | 電動キットの1/3ほど、ゴドスより一回り大きいサイズで発売。大まかな特徴は捉えているが、ゴジュラス特有の頭部キャノピーは再現されておらず、目のシールが貼られており、尾の先端に付くAMD30mm2連装ビーム砲はなぜか付属していない。 電動キットでは電池を入れるために開くカバーに、セット版やMk-II量産型付属のミサイルランチャーを載せられる。 |
| JZ-03              | アイアンコング・マークII   | カラーリングをMk-II量産型に代え、特徴である大型バーニアを背部ミサイルパックに付ける方式。電動キットと同様に首とミサイルが回転するが、肩のミサイルランチャー発射はオミット。ノーマル機のゾイドコアは無い代わりに、VSセットのミサイルランチャーが付く。                                                                                 |
| JZ-04              | ゴジュラス・マークII       | Mk-II量産型カラーにし、長射距離キャノン砲と4連衝撃砲を加えたゴジュラスのリデコ品。電動キットと同じく背部パックと背鰭が脱着式だが、首を左右に回した時に、口の開閉が自在という電動キットには出来ないアクションも可能。 |
| JZ-05              | アイアンコングVSゴジュラス | JZ-01とJZ-02のセット版 |
| JZ-06              | ウルトラザウルス           | ブラキオスサイズになったウルトラザウルス。電動キットのスイッチを入れた時に動く部分が可動。 |